# Relations entre la Belgique et la Lituanie
Les relations entre la Belgique et la Lituanie sont les relations bilatérales de la  Belgique et de la Lituanie, deux États membres de l'Union européenne.

## Histoire

### Une lente reconnaissance de l'État lituanien (1918 - 1922)
Au sortir de la Grande Guerre, face à une opinion mondiale plus que sceptique quant à leur avenir, les trois États baltes parviennent à passer outre à la menace de l’impérialisme d’un côté et à celle du spectre d’une invasion soviétique de l’autre. La Lituanie doit se faire reconnaître comme puissance européenne alors que ses voisins se la disputent. Après la déclaration d’indépendance du 16 février 1918, le Conseil d’État lituanien se met à la recherche de contacts avec l’Europe occidentale et tâche de se désolidariser de l’Allemagne en comptant sur la protection de l’Entente. Si la reconnaissance de jure de la Lettonie et de l’Estonie est proclamée le 26 janvier 1921 par le gouvernement belge, celle de la Lituanie devra attendre le 27 décembre 1922. Dès 1918, les nations déjà existantes, dont la Belgique, voient avec inquiétude les combats s’intensifier à l’Est notamment la querelle polono-lituanienne et cette inquiétude joue un rôle important sur la réticence des nations à reconnaître de jure la nouvelle république.
La décision de la Belgique de reconnaître ou non, de jure ou de facto, la République de Lituanie dépend énormément de la décision des autres nations plus puissantes qu’elle, particulièrement de l’Italie, de la France, du Japon et surtout du Royaume-Uni. Dans un premier temps, le Gouvernement belge décide d’adopter une position d’observateur afin de voir l’évolution de la situation sur ce territoire avant de se positionner bien qu’il admette que la situation est compliquée. Le 26 janvier 1921, la Belgique annonce reconnaître de jure la Lettonie et l’Estonie, mais fait également savoir qu’elle ajourne la reconnaissance de la Lituanie. Oscar Milosz, chargé d’affaires de la Lituanie auprès de la France et de la Belgique, écrit au ministre des Affaires étrangères Henri Jaspar afin de lui faire part de la surprise et du sentiment de tristesse que ressent la nation lituanienne face à cette annonce. Il se fait défenseur des relations belgo-lituaniennes et insiste sur les bienfaits qui apparaîtraient si la Lituanie était reconnue dans la situation actuelle de l’Europe. Cependant, la décision d’ajournement de la reconnaissance de jure de la Lituanie est maintenue par le Conseil suprême de la Société des Nations et de ce fait, par la Belgique, brandissant toujours comme défense la situation conflictuelle entre la Lituanie et la Pologne.
Le 22 décembre 1922, le représentant belge à Paris, le baron Edmond de Gaiffier d'Hestroy, est chargé de faire savoir à Oscar Milosz, afin que celui-ci en avise son gouvernement, que la Lituanie est officiellement reconnue de jure par la Belgique à dater de ce jour.

### Premières relations diplomatiques (1918-1922)
Avant 1921, les relations entre les deux pays passent à travers les représentants diplomatiques français établis sur le territoire balte ou bien les représentants de la diplomatie lituanienne établis en France. L’écrivain lituanien, Oscar Milosz commence sa carrière diplomatique en occupant le double poste de représentant lituanien auprès du Gouvernement français dès 1919, mais également auprès du Gouvernement belge dès novembre 1921.
Avant l’établissement d’une forme de représentation belge au sein des territoires baltes, deux légations endossent ce rôle, il s’agit de l’Ambassade de Varsovie, tenue par Maximilien-Henri van Ypersele de Strihou, et celle de Berlin, tenue par le comte de Kerchove ; ils sont responsables de la délivrance des passeports et des visas. À partir de 1920, la diplomatie belge dispose d’une légation à Riga et d’un consulat à Tallinn. La légation est accréditée à la fois auprès des gouvernements de Lettonie, d’Estonie et de Lituanie alors que le consulat de Tallinn n’est accrédité qu’auprès du gouvernement estonien. Les relations diplomatiques et consulaires de la Belgique, telles que reflétées dans les documents diplomatiques belges, semblent plus étroites avec la Lettonie et l’Estonie.
A l’instar de la Lituanie envoyant un représentant à la fois pour la France et la Belgique, l’inverse est également visible ; le chargé d’affaires temporaire français en fonction à Kaunas, Gabriel Padovani est mandaté par le ministre des Affaires étrangères belge afin de protéger les intérêts belges en Lituanie. Avant même d’accepter officiellement de représenter la Belgique, Gabriel Padovani a également appuyé le développement économique du Royaume de Belgique en Lituanie, comme le développement de la Compagnie d’Électricité de Kaunas, auprès du Gouvernement lituanien.
Les diplomates belges nommés aux pays baltes sont assez peu nombreux et sont restés en poste un nombre considérable d’années. À Tallinn, l’homme d’affaires belge, Michel Nicaise est nommé consul honoraire de Belgique de 1920 à 1939. Il adresse régulièrement à Bruxelles des rapports critiques et bien documentés sur l’évolution de la situation des pays baltes et de l’URSS. En 1940, à cause de la Seconde Guerre, il se réfugie en Finlande, puis en Suède. À Riga, le Baron Florent de Selys-Fanson, après avoir été conseiller à Varsovie en 1925, est nommé chargé d’affaires en janvier 1927, d’où il représente la Belgique auprès des trois pays baltes. Fin août 1940, à la suite de l’annexion soviétique des pays baltes, il se réfugie auprès de la Légation de Belgique à Stockholm.

### Essor des relations belgo-lituaniennes (1922 - 1939)

#### Les relations diplomatiques
Des relations diplomatiques commencent à éclore de plusieurs manières entre les deux pays et celles-ci seront stables jusqu’à l’annexion de la Lituanie en 1940 par l'URSS.
Comme déjà dit, la Belgique s’établit diplomatiquement parlant dans plusieurs capitales autour de la Lituanie comme la capitale lettonne Riga, l’Estonienne Tallin, la Polonaise Varsovie ou encore l’Allemande Berlin, mais elle ne s’établit pas dans la capitale lituanienne, Vilnius, en raison, notamment, de conflit dans cette région. Il faut attendre 1923 et 1925 pour que s’établissent deux consulats honoraires accrédités par le Gouvernement belge se trouvant respectivement à Klaipėda et Kaunas, capitale temporaire de Lituanie. Pour que la réciprocité soit observée sur le territoire belge, il faut attendre 1927. Ainsi ce sont des consulats honoraires qui sont établis sur les deux territoires, de ce fait, ce ne sont pas des diplomates de carrière qui y sont accrédités, mais des industriels, dans les cas présents, qui acceptent d’occuper cette fonction de représentation en plus d’exercer leur activité professionnelle principale.
Le 20 janvier 1923, le ministre des Affaires étrangères belge nomme Paul Schultz comme consul honoraire dans la région de Klaipėda, il restera en fonction jusqu’à l’invasion du pays en 1940. Le 20 décembre 1925, c’est au tour de l’industriel lituanien Arturas Langė, directeur de la “Compagnie d’Électricité belge à Kaunas’’ depuis 1912, de recevoir du Gouvernement belge ses lettres de créance et de prendre la gestion du consulat honoraire de Belgique à Kaunas jusqu’à sa mort le 14 juin 193. Cet entrepreneur originaire de Kaunas, ayant vécu un temps en Belgique, entretient de nombreuses relations avec les hommes politiques lituaniens, entrepreneurs, ministres et diplomates. Il est très apprécié de ses contemporains sur le territoire lituanien, ce qui explique assez aisément la décision de le désigner consul honoraire au nom de la Belgique. A sa mort en 1932, son frère, Eugenijus Langė, lui succède et exerce les mêmes fonctions industrielles et diplomatiques jusqu’à l’invasion du territoire lituanien en 1940.
Du côté de la représentation lituanienne en Belgique, un consulat honoraire est créé à Bruxelles principalement grâce à l’intervention d’Oscar Milosz auprès du Gouvernement belge. Arnold Fürst-Magerman, sujet lituanien et résidant à Bruxelles, est nommé consul honoraire et exerce à Bruxelles de 1927 à 1932. Il décide d’installer son cabinet dans sa propre maison de Bruxelles. Bien que déjà fort âgé à l’époque, il se montre énergique et engagé dans sa tâche, entretenant des liens étroits avec les industriels, personnalités politiques et gens du commerce en Belgique.
En mai 1925, Aleksandras Stulginskis, alors président de la République de Lituanie, nomme Petras Klimas aux fonctions d’envoyé extraordinaire et ministre plénipotentiaire en France et prévoit qu’en résidant à Paris, celui-ci pourrait avoir les mêmes fonctions dans les pays voisins (Belgique, Suisse entre autres). Il n'obtient ses lettres de créances que le 29 février 1928 et se présente à Bruxelles le 2 mai pour remettre les documents de nomination au roi Albert I. Il s’occupe non seulement des questions de relations politiques, mais participe aussi, parfois, aux négociations bilatérales économiques bien que ce soit souvent plus de ressort des différents consuls.
Le 14 mai 1929, le Gouvernement lituanien décide, aux vues des “relations économiques étroites qui se sont établies entre le Royaume de Belgique et la Lithuanie’’, de créer auprès du consulat honoraire de Bruxelles un poste d’attaché commercial. Il désigne Arcadius Gunsbourg, citoyen lituanien vivant à Bruxelles, afin de remplir cette tâche. Il est chargé des relations économiques et commerciales entre la Belgique et la Lituanie. Sa mission prend fin en novembre 1929.
Tandis que les représentants belges accrédités auprès du gouvernement lituanien restent à leur poste jusqu’à l’invasion de la Lituanie par les Soviétiques, il n’en va pas de même pour la Lituanie où les représentants sur le territoire belge changent bien plus souvent. De plus dès la fin de l’année 1936, la Lituanie met en place une politique de densification du réseau des consuls honoraires de Lituanie à l’étranger. À côté des consulats généraux déjà établis dans les capitales des pays étrangers ou dans leur plus grand port, de nouveaux consulats ou vice-consulat sont créés. Cette politique est également appliquée en Belgique avec l’accréditation d’un consul honoraire à Anvers en 1937.

#### Les relations commerciales
Pour l’ensemble des pays touchés par la Première Guerre mondiale, il faut se reconstruire économiquement, entre autres. En Belgique, l’exportation doit se rétablir après les nombreuses destructions et réquisitions des années de guerre, il faut s’adapter à d’importantes pertes dans la population ainsi que la chute des anciens partenaires commerciaux tels que l’Empire de Russie. Pour les hommes politiques des nouveaux pays émergents durant l’entre-deux-guerres, dont fait partie la République de Lituanie, le Royaume de Belgique fait office d’exemple par son développement économique fort, son industrie développée, ses traditions de commerce et ses bonnes écoles supérieures faisant d’elle un partenaire économique attractif.
Quant à la Lituanie, en tant que nation nouvellement née, elle met en place une nouvelle politique économique et commerciale. La Lituanie, comme l’ensemble des républiques baltes, se trouve devant une situation économique dramatique : tout est à construire. Pour faire face, elle n’a pas d’argent, pas de machines, pas d’industrie, très peu de voies routières et ferrées vétustes. Seule la terre peut fournir de quoi manger et les forêts, du bois de construction. Ce qui permet déjà de mettre en avant le type de marchandises que produira dans les années à venir la Lituanie.
À la suite de la reconnaissance de la Lituanie par la Belgique en décembre 1922, la coopération économique ainsi que les échanges deviennent de plus en plus actifs entre les deux pays notamment grâce à l’intervention du représentant belge à Riga, le Baron Florent de Selys- Fanson, et le consul honoraire à Kaunas, Arturas Langė. Les échanges commerciaux sont plutôt timides durant les années 1923-1924. Au tout début, la Lituanie exporte principalement à destination de la Belgique des produits provenant du secteur primaire (le lin, le bois, les produits laitiers, etc.), ce qui semble normal étant donné qu’il s’agit d’un pays encore fort agraire avec une population agricole représentant 76,7 %. En échange, les Lituaniens achètent volontairement à la Belgique des engrais, du fer sous diverses formes et des transformateurs électriques, mais aussi, dans une moindre quantité, du matériel de chasse, de tabac, du foie gras, des articles de mercerie, du matériel de beaux- arts et d’écriture. Si la Belgique importe plutôt des marchandises provenant du secteur agricole, la Lituanie, quant à elle, importe plus facilement des produits manufacturés provenant du secteur industriel, mais aussi du matériel lié au loisir (beaux-arts, écriture, etc.).
Les échanges commerciaux entre les deux pays ne cesseront d'augmenter au cours des années suivantes, durant la première décennie de l’indépendance, la Lituanie devient un partenaire commercial attractif pour la Belgique. La majorité des marchandises lituaniennes proviennent toujours du secteur agricole. Parmi les différentes marchandises à destination de la Belgique ce sont les chevaux, la cellulose et les papiers-cartons qui se montrent être les plus rentables pour la république balte. A l'inverse, la Belgique exporte vers la Lituanie de nombreux produits manufacturés tels que le verre, le ciment, le fer, les engrais, etc.

#### Les relations militaires
Il est question ici d’échanges de nature militaire, il faut comprendre par là qu’il s’agit de liens pouvant être de différentes sortes, mais ayant chacun un rapport avec le domaine martial.
L’un des apports militaires apportés par la Belgique à la Lituanie n’est pas matériel, mais d’ordre éducatif. En effet, dès 1921, le Gouvernement lituanien fait part de son désir d’envoyer un certain nombre d’officiers dans les établissements supérieurs d’instruction militaire belge qui ont une excellente réputation dans l’Europe entière. Et plus tard, si l’expérience s’avère positive, permettre à d’autres d’emprunter le même chemin. e 21 décembre, afin de donner un témoignage de “bonne volonté’’ et prouver que la Belgique est prête à reconnaître la Lituanie de jure à terme, elle accepte de recevoir trois officiers lituaniens pour que ceux-ci poursuivent leur cursus militaire dès la rentrée académique suivante. Dès 1924, il y a une nette augmentation du nombre de militaires lituaniens envoyés pour étudier au sein d’établissements militaires belges. Avant l’éclatement de la Seconde Guerre mondiale, la plupart des officiers lituaniens parlent français et ont suivi ou suivent encore une formation militaire dans une école de Belgique ou bien de Tchécoslovaquie, bien que le nombre d’officiers dans ce second pays soit bien moins élevé. Parmi ces militaires lituaniens envoyés poursuivre leur cursus en Belgique se trouve, notamment, le futur Premier ministre lituanien, Jonas Černius diplômé du Collège d’ingénierie militaire de Bruxelles en 1929 qui écrit garder “un profond attachement à ce pays’’ ; il est nommé chef d’état-major de l’armée lituanienne en 1935 avant de devenir Premier ministre en 1939.
L’influence exercée par la Belgique auprès des soldats lituaniens se fait ressentir également à travers l’armement utilisé par ces mêmes soldats en Lituanie. Ces derniers ayant étudié dans les écoles supérieures militaires de Belgique ont appris sur des fusils belges testant ainsi leurs avantages. De plus, la réputation des armes belges est excellente et pour la Lituanie, il était moralement, économiquement et politiquement avantageux d’acheter les armes à un pays neutre et un partenaire commercial attrayant.

### La fracture des années 39-40
L’annexion de la région de Klaipėda en mars 1939 par l’Allemagne et plus tard, le début de la Deuxième Guerre, entraîne des perturbations pour les relations extérieures de la Lituanie. Malheureusement, le partenariat entre la Lituanie et la Belgique ne dure pas longtemps ; les agressions des pays totalitaires sur les deux petites nations au positionnement stratégique ont porté un dur coup non seulement à leur économie, mais aussi à leur existence à plus ou moins long terme.
D’un point de vue diplomatique, les représentants belges stationnés au sein des trois Pays baltes trouvent refuge chez leurs homologues en service à Helsinki et Stockholm. Le Baron Florent de Selys-Fanson, alors à la tête de la légation belge à Riga, quitte le pays à la suite de l’annexion soviétique des Pays baltes, en août 1940, pour trouver refuge dans la légation belge de Stockholm où il meurt en août 1941. De ce fait, durant la Seconde Guerre mondiale, les légations de Stockholm et Helsinki jouent un rôle majeur comme poste avancé de l’observation de la situation des trois Baltes. Ces représentants de l’État belge se retrouvent alors témoins directs des événements se déroulant sur ces territoires et en font de nombreux rapports aux gouvernements belges en exil à Londres jusqu’en septembre 1944. Les ambassadeurs belges stationnés à Washington, Londres et Moscou collectent également, dans une moindre mesure, des informations sur la situation balte.

### Seconde Guerre mondiale et annexion par la Russie (1940-1991)
En juin 1940, les Soviétiques posent un ultimatum à la Lituanie : la formation d'un gouvernement pro-soviétique ainsi que le stationnement d'un nombre indéterminé de soldats russes. Le pays est contraint de céder, le président Antanas Smetona quitte le pays et la Lituanie est envahie par l'armée soviétique. La République socialiste soviétique de Lituanie est créée et rejoint l'Union soviétique. De 1941 à 1944, la Lituanie sera occupée par l'Allemagne nazie avant de rejoindre à nouveau le giron soviétique. Elle en restera membre jusqu'en 1991.
Cette annexion de la Lituanie par l'URSS ne sera jamais reconnue par la Belgique.

### Indépendance de la Lituanie en 1990
Le 11 mars 1990, la Lituanie rétablie son indépendance. Le ministre des Affaires étrangères de l'époque, Mark Eyskens, aurait alors déclaré ne pas avoir besoin de reconnaitre juridiquement la République de Lituanie une deuxième fois. Néanmoins, la Belgique reconnait officiellement la renaissance de l'Etat lituanien le 27 aout 1991. Le 5 septembre 1991, les relations diplomatiques sont officiellement rétablies.
- 1991-1992 : Rimantas Morkvėnas est le premier représentant provisoire de la République de Lituanie en Belgique.
- 1992 - 1994 : Kamiel Crieg est le premier représentant de Belgique en Lituanie (résidant à Stockholm).

### Adhésion de la Lituanie à l'OTAN et à l'Union européenne
La Belgique a soutenu l'adhésion de la Lituanie à l'OTAN qui est effective en 2004 ainsi que son adhésion à l'Union Européenne en 2003.

### Depuis l'adhésion à l'Union européenne
La Belgique ne possède pas d'ambassade en Lituanie, elle mandate le représentant en poste à Varsovie de gérer les affaires diplomatiques à la fois de la Pologne mais également de la Lituanie.

## Coopérations thématiques

### Culture
Le 22 octobre 2012 à Paris, l'OIF et la Lituanie signe une convention concernant la formation francophone dans la diplomatie et la fonction publique lituaniennes. cette convention reçoit l'appui de la Fédération Wallonie-Bruxelles, du Grand-Duché de Luxembourg et de la France.

### Défense
En 2004, la Belgique annonce s'engager dans la mission de protection de l'espace aérien des pays baltes et participe, avec ses F16 basés en Lituanie, à la Baltic Air Policing mission.

### Économie
Les relations économiques et commerciales entre la Wallonie et la Lituanie est, en grande partie, gérée par le Bureau économique et commercial de Riga, centre de l'espace économique balte. En 2021, la Lituanie était le 48e client pour la Belgique et 56e pour la Wallonie.

## Sources

## Compléments